# Gult är fult, Sune
Gult är fult, Sune är den trettonde boken i Suneserien av Anders Jacobsson och Sören Olsson och utkom första gången i mars 1998.

## Bokomslaget
Bokomslaget visar Sune och Håkan utklädda till påskkärringar.

## Handling
Boken handlar om påsk, påskveckan och påsklovet. Familjen bråkar om påskfjädrar och vräker i sig påskgodis som påskharen kommer med. Sune klär ut sig till påskkärring för att få godis.
Han skall också rädda sin storasyster Anna från "Ondskan", som inte tål senap och kärlek. Under långfredagen går det inte att köpa leksaker då affärerna har stängt.
Pappa Rudolf smäller även av påskraketer på påskafton. Nästa dag hämnas Sune och Jocke på familjens ständigt griniga granne tant Gunnarson med hjälp av en kinapuff.

## Övrigt
- Håkan tror att man kan bli knivskuren på skär-torsdagen, efter dess namn (som i "skära"). Detta används redan i Berts första betraktelser 1990, då Bert undrar varför det egentligen finns en skärtorsdag, årets enda dag då knivmän tillåts härja fritt.
- Håkan tror även att man på skärtorsdagen riskerar att bli skär som en gris om man svär den dagen.

### Fotnoter
1. ↑  ”Gult är fult, Sune” (på engelska). Worldcat. 16 mars 1998. https://www.worldcat.org/title/gult-ar-fult-sune/oclc/186101333&referer=brief_results. Läst 29 mars 2015.